# Ruandai nyelv
A ruandai nyelv, vagy Ugandában még  fumbira nyelvként is ismert (ruandaiul: Ikinyarwanda) egy nyelv Afrikában, és a ruanda-rundi nyelvek egyik dialektuskontinuuma, ami a niger-kongói nyelvcsaládba tartozik. Beszélik Ruandában, ami az angol és a francia mellett hivatalos, ezen kívül még Ugandában és a Kongói Demokratikus Köztársaságban használják. Legközelebbi rokona a kirundi nyelv, ami szintén dialektuskontinuuma a ruanda-rundi nyelveknek.

## Jellemzők

### Tónus
A ruandai egy tonális nyelv. Akárcsak a legtöbb bantu nyelvben, itt is van emelkedő és ereszkedő tónus (megjegyzés: az ereszkedő tónus nem tónusként van elemezve).

## Betűkészlet

### Magánhangzók
A ruandai nyelvben 5 magánhangzó található: A a, E e, I i, O o és U u. Minden magánhangzónak van hosszú és rövid változata. 

### Mássalhangzók
A ruandaiban 18 mássalhangzó található: B b, C c, D d, F f, G g, H h, J j, K k, L l, M m, N n, P p, R r, S s, T t, V v, W w, Y y és Z z.

### Kettőshangzók
A ruandaiban 6 kettőshangzó található: Cy cy, Jy jy, Nk nk, Nt nt, Ny ny és Sh sh.

## Főnevek
A ruandai 16 bantu főnév osztályt tartalmaz. Időnként ezeket 10 párba csoportosítják, úgy hogy a szavak egyes és többes száma szinte megegyezik ugyanazzal a szóval, ugyanabba a csoportba beleértve.
| Igekötő | Osztályzás | Osztályzás | Osztályzás | Szám                        | Jellemző szavak                                     | Példa                            |
| Igekötő | Bantu      | Cox        | ???        | Szám                        | Jellemző szavak                                     | Példa                            |
| ------- | ---------- | ---------- | ---------- | --------------------------- | --------------------------------------------------- | -------------------------------- |
| umu-    | 1          | 1          | 1          | egyes szám                  | emberek                                             | umuntu - személy                 |
| aba-    | 2          | 1          | 1          | többes szám                 | emberek                                             | abantu - személy                 |
| ubu-    | 3          | 2          | 2          | egyes szám                  | fák, bokrok és dolgok, amik elterülnek              | umusozi - domb, kis hegy         |
| imi-    | 4          | 2          | 2          | többes szám                 | fák, bokrok és dolgok, amik elterülnek              | imisozi - dombok, kis hegyek     |
| iri-    | 5          | 5          | 3          | egyes szám                  | dolgok a mennyiség változásban                      | iryinyo - fog                    |
| ama-    | 6          | 5/8/9      | 3/8/9      | többes szám (szubsztanciák) | dolgok a mennyiség változásban                      | amenyo - fogak                   |
| iki-    | 7          | 4          | 4          | egyes szám                  | általános, generikus, bő vagy abnormális dolgok     | ikintu - dolog                   |
| ibi-    | 8          | 4          | 4          | többes szám                 | általános, generikus, bő vagy abnormális dolgok     | ibintu - dolgok                  |
| in-     | 9          | 3          | 5          | egyes szám                  | valami(féle) növények, állatok és háztartási eszköz | inka - tehén                     |
| in-     | 10         | 3/6        | 5/6        | többes szám                 | valami(féle) növények, állatok és háztartási eszköz | inka - tehenek                   |
| uru-    | 11         | 6          | 6          | egyes szám                  | keverék, orvosság, testrészek                       | urugo - otthon                   |
| aka-    | 12         | 7          | 7          | egyes szám                  | egyéb főnevek apró formái                           | akantu - kis dolog               |
| utu-    | 13         | 7          | 7          | többes szám                 | egyéb főnevek apró formái                           | utuntu - kis dolgok              |
| ubu-    | 14         | 8          | 8          | n/a                         | absztrakt főnevek, tulajdonságok vagy állapotok     | ubuntu - nagylelkűség, bőkezűség |
| uku-    | 15         | 9          | 9          | n/a                         | akciók, főnévi igenevek                             | ukuntu - jelent                  |
| aha-    | 16         | 10         | 10         | n/a                         | helyek, fekvések                                    | ahantu - hely                    |

## Igék
Minden ruandai főnévi igenév a "ku-"-vel(morfémánál "kw-"-vel magánhangzó előtt, illetve "gu-"-val kezdődik minden egybehangzóval, Dahl törvényének köszönhetően). A nyelvi ragozáshoz a főnévi igenév prefixuma eltűnt, helyettesítve az előtag tárgyhoz való hozzájárulásával. Aztán az igeidő jelzővel van jelezve.
|     | egyes szám | egyes szám magánhangzó előtt | többes szám | többes szám magánhangzó előtt |
| --- | ---------- | ---------------------------- | ----------- | ----------------------------- |
| 1.  | a-         | y-                           | ba-         | b-                            |
| 2.  | u-         | w-                           | i-          | y-                            |
| 3.  | ri-        | ry-                          | a-          | y-                            |
| 4.  | ki-        | cy-                          | bi-         | by-                           |
| 5.  | i-         | y-                           | zi-         | z-                            |
| 6.  | ru-        | rw-                          | zi-         | z-                            |
| 7.  | ka-        | k-                           | tu-         | tw.                           |
| 8.  | bu-        | bw-                          | bu-         | bw-                           |
| 9.  | ku-        | kw-                          | a-          | y-                            |
| 10. | ha-        | h-                           | ha-         | h-                            |

## Szavak
| Példák             | Példák            |
| ------------------ | ----------------- |
| Yego               | Igen              |
| Oya                | Nem               |
| Uvuga icyongereza? | Beszélsz angolul? |
| Bite?              | Mi újság?         |
| Amata              | Tej               |
| Ejo hashize        | Tegnap(előtt)     |
| Ejo hazaza         | Holnap(után)      |
| Nzaza ejo          | Holnap jövök      |
| Ubu                | Most              |
| Ubufaransa         | Franciaország     |
| Ubwongereza        | Anglia            |
| Amerika            | Amerika           |
| Ubudage            | Németország       |
| Ububirigi          | Belgium           |
| Uburayi            | Európa            |